# Mont Utatsu
Le mont Utatsu (卯辰山, Utatsu-yama) est une colline de 141 m d'altitude à Kanazawa dans la préfecture d'Ishikawa au Japon. Il est aussi connu sous d'autres noms dont mont Mukai (向山, Mukai-yama), mont Mukō (夢香山, Mukō-yama), mont Garyū (臥竜山, Garyū-zan) et mont Kasuga (春日山, Kasuga-yama). Visible à l'est du château de Kanazawa, il abrite le Toyokuni-jinja.
Le sommet du mont Utatsu est utilisé comme point secondaire de triangulation (appelé Kanazawa) par l'Institut d'études géographiques du Japon.

## Histoire
Au cours de l'ère Bunsei, un certain Aoki Mokubei crée le four de Kasuga qui relance la production de céramique Kutani (九谷焼) dans cette région.
En raison de la présence du château de Kanazawa, il était interdit aux gens du peuple d'y monter durant l'époque d'Edo. Cette interdiction a conduit à l'insurrection d'Ansei (安政の泣き一揆) en juillet 1858, émeute de plus de 2 000 paysans à l'issue de laquelle les sept meneurs ont été exécutés.
En 1947, un monument en l'honneur de l'écrivain Shūsei Tokuda est érigé près du sommet du mont Utatsu. Conçu par l'architecte Yoshirō Taniguchi (谷口吉郎), il porte un texte du poète Murō Saisei.
En 1958, un zoo et un aquarium sont inaugurés dans le cadre d'installations de loisirs rattachés au Centre de santé de Kanazawa mais ils sont fermés en 1993.
L'arène préfectorale de sumo Utatsuyama est installée sur la colline en 1960 comme installation commune destinée aux écoles secondaires et à l'université de Kanazawa.